# سیریل دیکسون
سیریل دیکسون (انگلیسی: Cyril Dixon؛ 1 February 1901 – ۱۹۷۸ (۷۶−۷۷ سال)) بازیکن فوتبال بود.